# Kumsi
Kumsi är en ort i Indien.   Den ligger i distriktet Shimoga och delstaten Karnataka, i den södra delen av landet, 1 600 km söder om huvudstaden New Delhi. Kumsi ligger 667 meter över havet och antalet invånare är 6 468.
Terrängen runt Kumsi är platt. Runt Kumsi är det tätbefolkat, med 459 invånare per kvadratkilometer. Närmaste större samhälle är Beltangadi, 13,4 km sydväst om Kumsi. Omgivningarna runt Kumsi är en mosaik av jordbruksmark och naturlig växtlighet.